# Flepe lateral alveolar sonoro
O tepe ou flepe lateral alveolar sonora é um tipo de som consonantal, usado em pouquíssimas línguas. O símbolo no Alfabeto Fonético Internacional que representa esse som é ⟨ɺ⟩, uma fusão de uma letra minúscula vibrante ⟨r⟩ com uma letra ⟨l⟩. Aprovado em 1928, o símbolo representava um som intermediário entre [d] e [l] ou entre [r] e [l] até 1979 quando seu valor foi redefinido como um alveolar lateral aba.
Algumas línguas que são descritas como tendo um tepe lateral, na verdade possuem um tepe indeterminado em relação à centralidade, e pode surgir como central ou lateral, em variação livre ou alofonicamente, dependendo das vogais e consoantes circundantes.

## Ocorrência
| Língua  | Língua  | Palavra     | AFI        | Tradução | Notas                                     |
| ------- | ------- | ----------- | ---------- | -------- | ----------------------------------------- |
| Japonês | Japonês | 六 / roku   | [ɺo̞kɯ̟ᵝ]    | Seis     | Alofonicamente [ɾ].                       |
| Japonês | Japonês | 心 / kokoro | [ko̞ko̞ɺo̞]ⓘ  | Coração  | Alofonicamente [ɾ].                       |
| Kasua   | Kasua   | hilila      | [hiɺiɺɑ]   | Pesado   | Nunca usado no começo ou final da palavra |
| Pirarrã | Pirarrã | toogixi     | [tòːɺ͡ɺ̼ìʔì] | Enxada   | Apenas usado em alguns tipos de fala      |
| Wayuu   | Wayuu   | püülükü     | [pɯːɺɯkɯ]  | Porco    | Contrasta com /r/                         |